# Curtiss Falcon
El Curtiss Falcon (Halcón) fue un modelo de biplano de observación y ataque construido por la compañía estadounidense de Glenn Curtiss en gran cantidad de versiones y variantes militares. Se produjo sobre todo la versión designada O-1 para el Cuerpo Aéreo del Ejército de los Estados Unidos, aunque también logró un cierto éxito en el Servicio Postal.

## Diseño y desarrollo
El primer biplano Curtiss que llevó el nombre de Falcon O-1 fue el Curtiss L-113 (Model 37) con motor Liberty, que apareció en 1924. Fue evaluado sin éxito como XO-1 contra el Douglas XO-2, pero al año siguiente, reequipado con un motor Packard 1A-1500 de 510 hp, fue aceptado para entrar producción.
Se trataba de un biplano convencional con alas de envergadura desigual construidas en madera y con las secciones exteriores del plano superior sensiblemente aflechadas. El fuselaje estaba construido en tubo de aluminio con riostras constituidas por varillas de acero; la cola incluía un timón de dirección compensado, el tren de aterrizaje del tipo de patín de cola tenía unidades principales fijas y divididas.
El nuevo biplano entró en línea de producción bajo la designación O-1 (Model 37A), con destino a realizar tareas de observación para el Ejército estadounidense. El pedido inicial se elevó a diez aparatos reequipados con motores Curtiss D-12. Uno de ellos se completó más tarde como O-1A con motor Liberty, y el primer O-1 fue convertido a una configuración O-1 Special, en calidad de transporte VIP. En 1927 se pidieron 45 ejemplares del O-1B (Model 37B), la primera versión importante de serie, que incorporaba mejoras tales como frenos de ruedas y un depósito de combustible que podía desprenderse en vuelo. Le siguieron cuatro ejemplares O-1C, que formaban parte del pedido O-1B y fueron convertidos a transportes VIP mediante la ampliación de la cabina trasera y la adición de un compartimento de equipaje. La designación O-1D no se empleó.
En 1929, el Ejército estadounidense pidió 41 aparatos O-1E (Model 37I), con motores V-1150E desarrollados a partir de los Curtiss V-12 originarios. Otras mejoras consistían en la introducción de amortiguadores oleoneumáticos y timones de profundidad compensados. Un O-1E se modificó posteriormente como transporte VIP, siendo redesignado O-1F (Model 37J). El XO-1G (Model 38) sustituyó las dos ametralladoras sobre afuste Scarff instaladas en los modelos anteriores por una sola pieza montada sobre un soporte articulado. Otras modificaciones incluyeron el rediseño de los estabilizadores y timones de profundidad, así como la adición de una rueda de cola orientable. El XO-1G había sido anteriormente un O-1E modificado para competir por un contrato para un nuevo entrenador básico solicitado por el Ejército estadounidense, con la designación XBT-4 (Model 46). Después de realizar con éxito diversas pruebas, se construyeron 30 ejemplares de serie O-1G que elevaron la producción total de O-1 para el Ejército estadounidense a la cifra de 127 aparatos.
El O-1 Falcon y sus diversas variantes se mantuvieron en servicio a lo largo de una década con los escuadrones de observación del Cuerpo Aéreo del Ejército de los Estados Unidos, y terminaron sus días en las unidades de la Guardia Nacional. El diseño básico se utilizó también en el biplano de ataque A-3, que fue profusamente utilizado. También se construyeron versiones de exportación y algunos Falcon comerciales.
Era razonablemente apropiado como avión de observación. Para tal función sirvieron en la 1.ª, 5.ª y 99.ª Escuadrillas del 9.º Grupo de Observación, en la Mitchel Air Force Base, Estado de Nueva York. La variante de A-3 ocupó la primera línea de servicio en las 8.ª, 13.ª y 19.ª Escuadrillas del 3.º Grupo de Ataque, Base de la Fuerza Aérea Barksdale, Luisiana, y de la 26.ª Escuadrilla de Ataque en Hawái, de 1928 a 1934. Se ocupó en unidades de la reserva hasta 1937.

#### Usuarios extranjeros
Fue utilizado por el Cuerpo Aéreo de Bolivia en la Guerra del Chaco y por los constitucionalistas durante la Revolución Paulista de 1932, en Brasil, y también fueron usados por la Fuerza Aérea Colombiana en la Guerra colombo-peruana entre 1932 y 1933. En Chile, durante la Sublevación de la Marinería, la Fuerza Aérea de dicho país realizó un ataque a la escuadra que se encontraba fondeada en el puerto de Coquimbo. Dentro del material utilizado se contaba con varios aviones Falcon, uno de los cuales capotó sin consecuencias para sus ocupantes.

## Variantes

### Cuerpo Aéreo del Ejército de los Estados Unidos

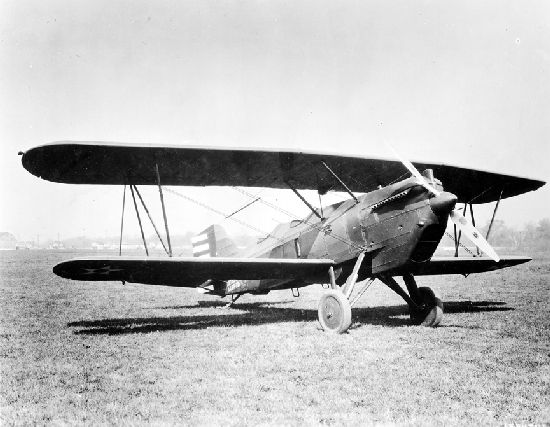
XBT-4.

A-3 (Model 44)
Conversión directa del O-1B como avión de ataque (bombardero ligero); la producción para el Ejército estadounidense se elevó a un total de 66 ejemplares de este Model 44; el armamento se incrementó con la adición de dos ametralladoras 7,62 mm en el plano inferior y de soportes subalares para una carga de hasta 91 kg de bombas (66 unidades).
A-3A
Seis unidades convertidas en entrenadores de doble mando.
A-3B (Model 37H)
Versión de ataque que utilizó la misma célula del O-1E; 78 construidos de esta variante denominada por la compañía como Model 37H.
XA-4
Un A-3 convertido mediante la instalación de un motor radial Pratt & Whitney R-1340-1 de 440 hp.
A-5
Variante propuesta del A-3 con motor Curtiss V-1570 Conqueror.
A-6
Variante propuesta del A-3 con motor Curtiss H-1640 Chieftain.
XBT-4 (Model 46)
Un O-1E convertido en entrenador básico para el USAAC.
XO-1
Prototipo propulsado por motor Liberty 12A, más tarde modificado para usar un Packard 1A-1500, uno construido.
O-1 (Model 37A)
Avión de observación biplaza. El primer modelo de producción (10 construidos).
O-1A
Variante propulsada por un motor a pistón Liberty, 1 construido.
O-1B (Model 37B)
Esta fue la primera versión principal de producción para el Ejército de los Estados Unidos, 45 construidos.
O-1C
O-1B convertidos en transportes VIP, 4 construidos. Un ejemplar se convirtió en O-13B al estar equipado con un motor Conqueror y se probó en tareas de observación.
O-1E (Model 37I)
Versión propulsada por un motor de pistón Curtiss V-1150E de 324 kW (435 hp), 41 construidos. Tres ejemplares fueron redesignados YO-13C (Model 37K) al instalárseles como planta motriz un Conqueror similar a los de los O-13B.
O-1F (Model 37J)
O-1E convertido en transporte VIP, 1 convertido.
O-1G
Esta fue la versión final del O-1, 30 construidos.
XO-11
Dos O-1 modificados como prototipos del O-11.
O-11 (Model 37C)
Versión del O-1 proyectada para las unidades de la Guardia Nacional y propulsada por motores Liberty excedentes del gobierno, 66 construidos. Un único ejemplar fue redesignado YO-13D al ser equipado con un motor Curtiss Conqueror sobrealimentado.
XO-12
Denominación dada al último ejemplar de O-11 de serie, al recibir un motor Pratt & Whitney R-1340 Wasp.
XO-13
Un ejemplar de O-1 redesignado al equiparse con el nuevo motor Curtiss Conqueror, que participó con éxito en las Carreras Aéreas Nacionales de 1927.
XO-13A
Segundo XO-13, equipado con radiadores de superficie alar.
O-13B
Un O-1C equipado con motor Conqueror, probado como avión de observación, y proporcionado al Secretario de Guerra.
YO-13C
Tres O-1E remotorizados con motores Conqueror de 600 hp y accionamiento directo.
YO-13D
Un O-11 equipado con motor Conqueror sobrealimentado.
XO-16 (Model 37G)
O-11 con fuselaje modificado y motor Conqueror.
XO-18
Un O-1B usado durante un corto lapso para probar el nuevo motor Curtiss Chieftain.
Y1O-26 (Model 37L)
O-1E con motor Conqueror y refrigeración Prestone, lo que requería un radiador menor.
O-39 (Model 38A)
Célula O-1G con motor Curtiss V-1570-25 Conqueror; en 1931 se construyeron 10 unidades de este Model 38A, que tenía el mismo radiador que el caza Curtiss P-6 Hawk y en un comienzo llevaba las ruedas carenadas; en servicio, fue reducida la superficie del timón de dirección; algunos llevaban cubiertas acristaladas sobre las cabinas en tándem.

### Armada  y Cuerpo de Marines estadounidenses

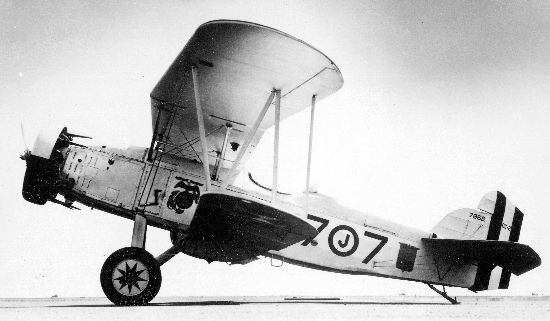
Curtiss OC-2 Falcon del Cuerpo de Marines, alrededor de 1929.

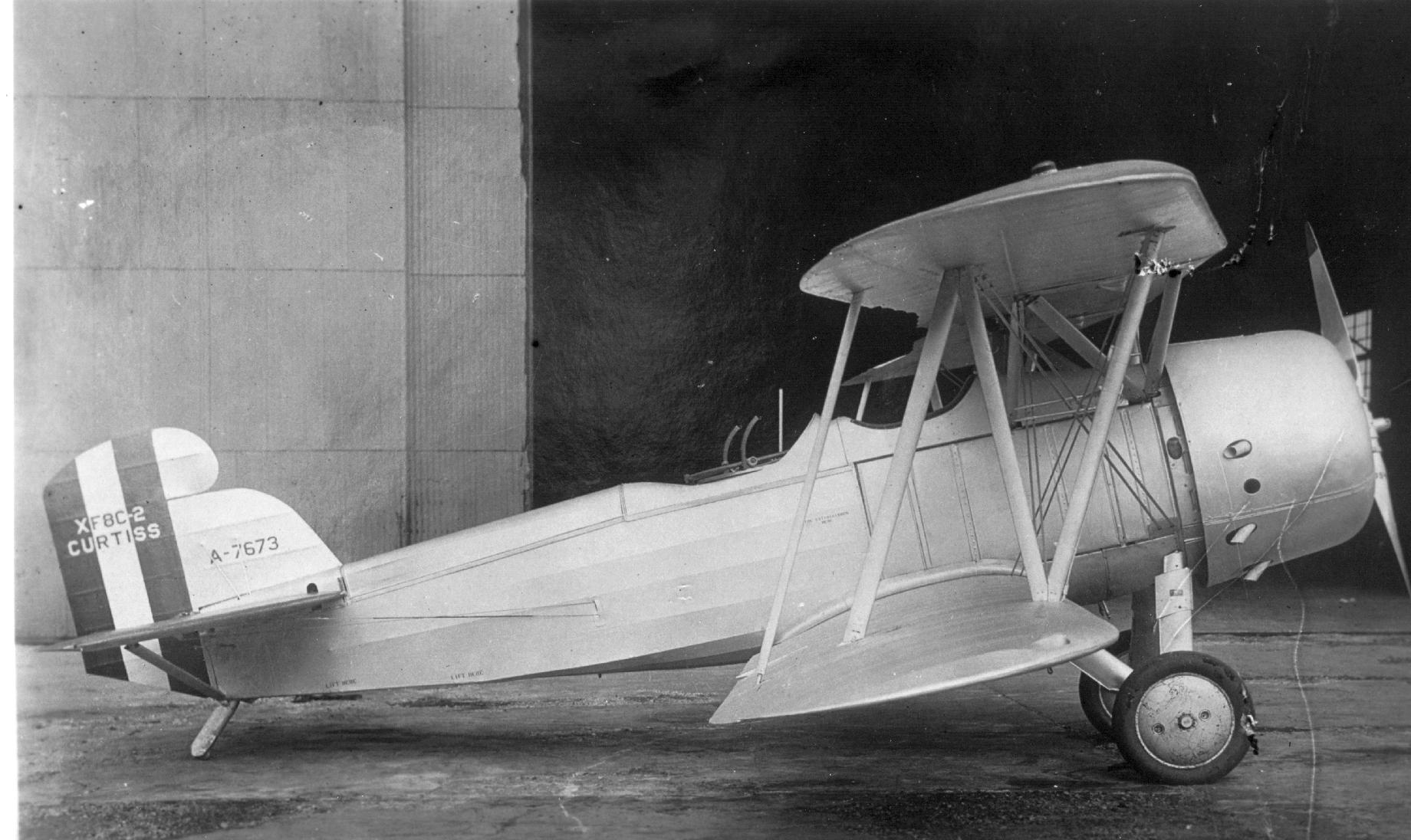
El prototipo del XF8C-2.

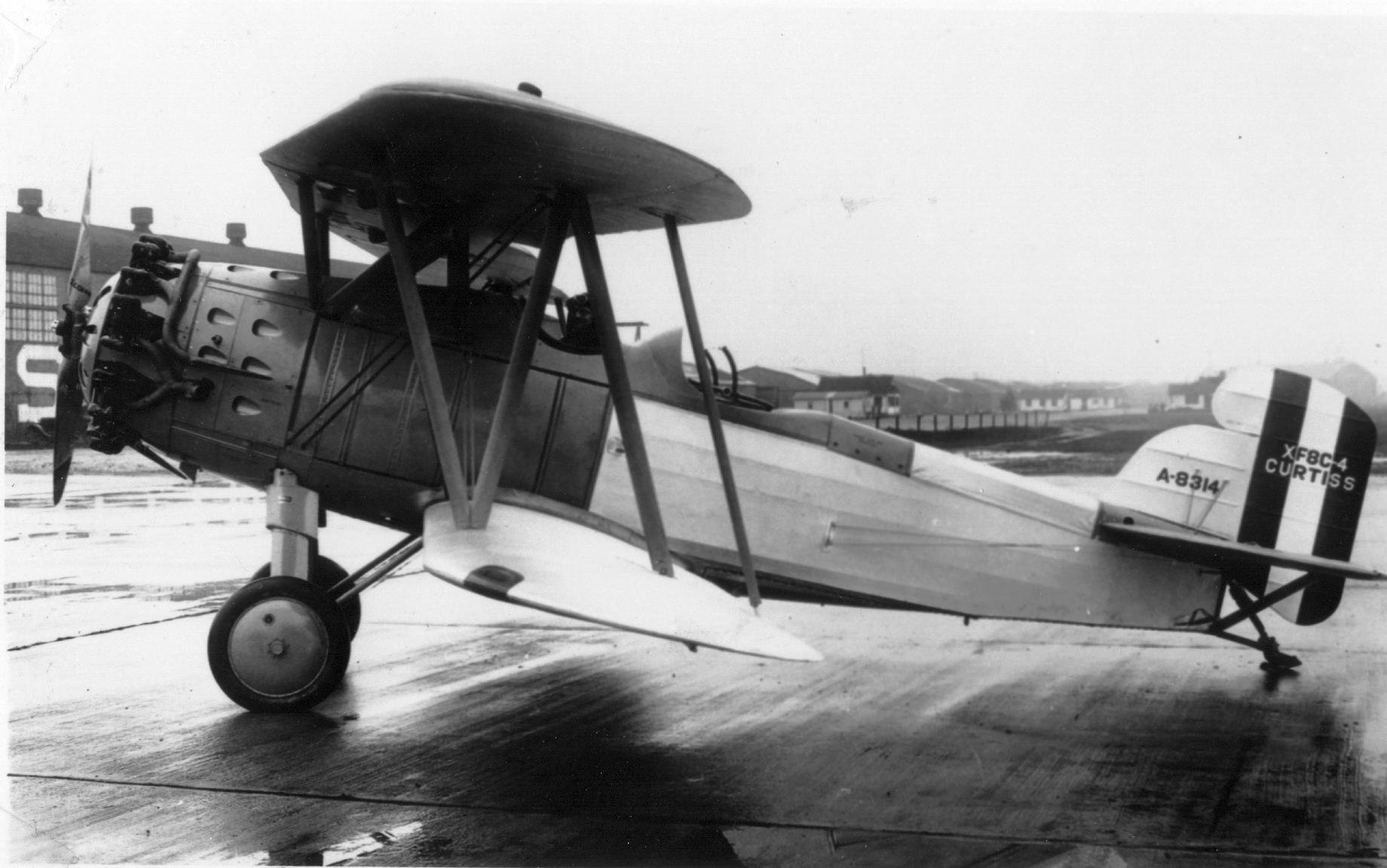
El prototipo del XF8C-4.

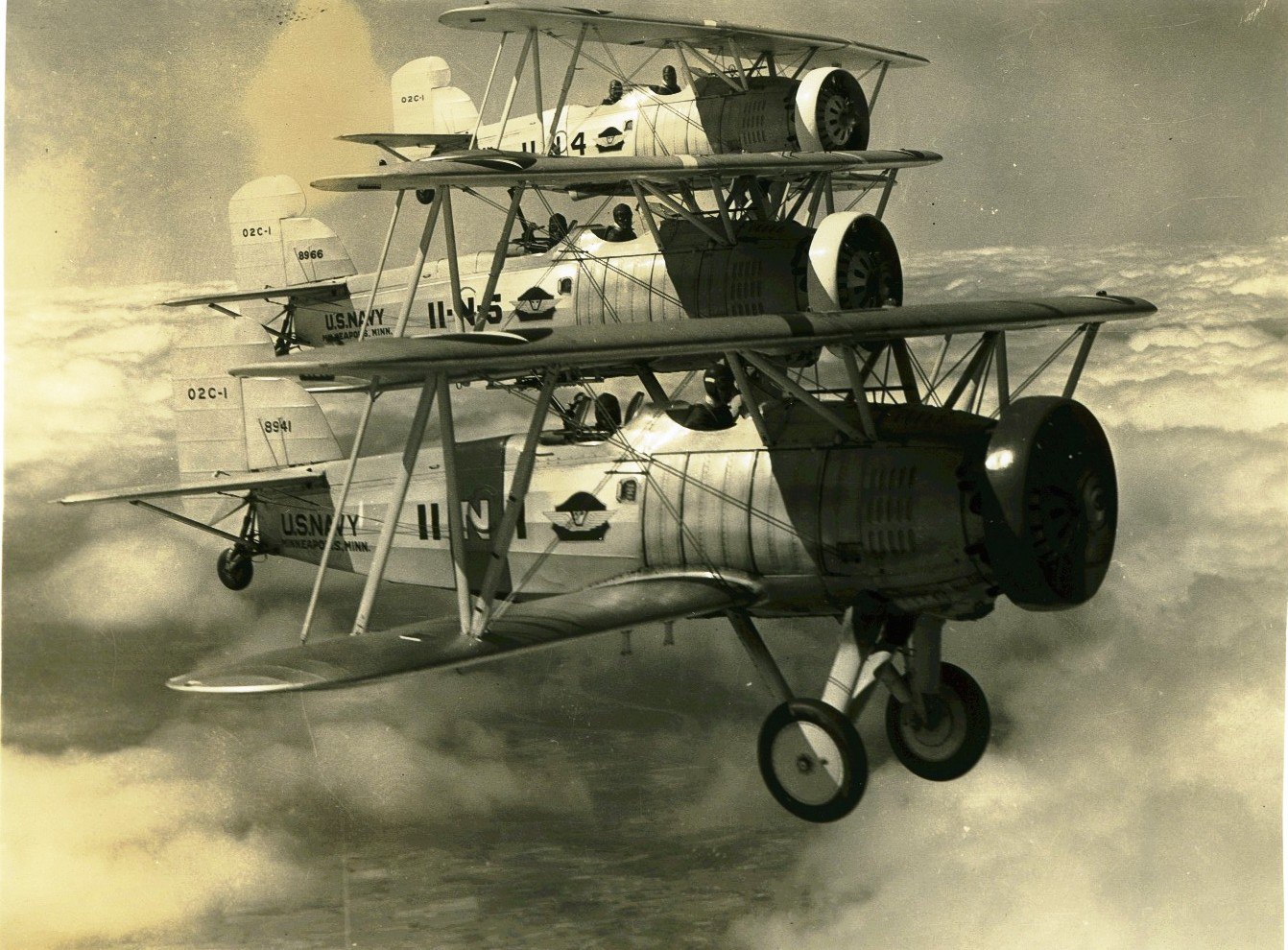
Formación de Curtiss F8C-5, alrededor de 1930.

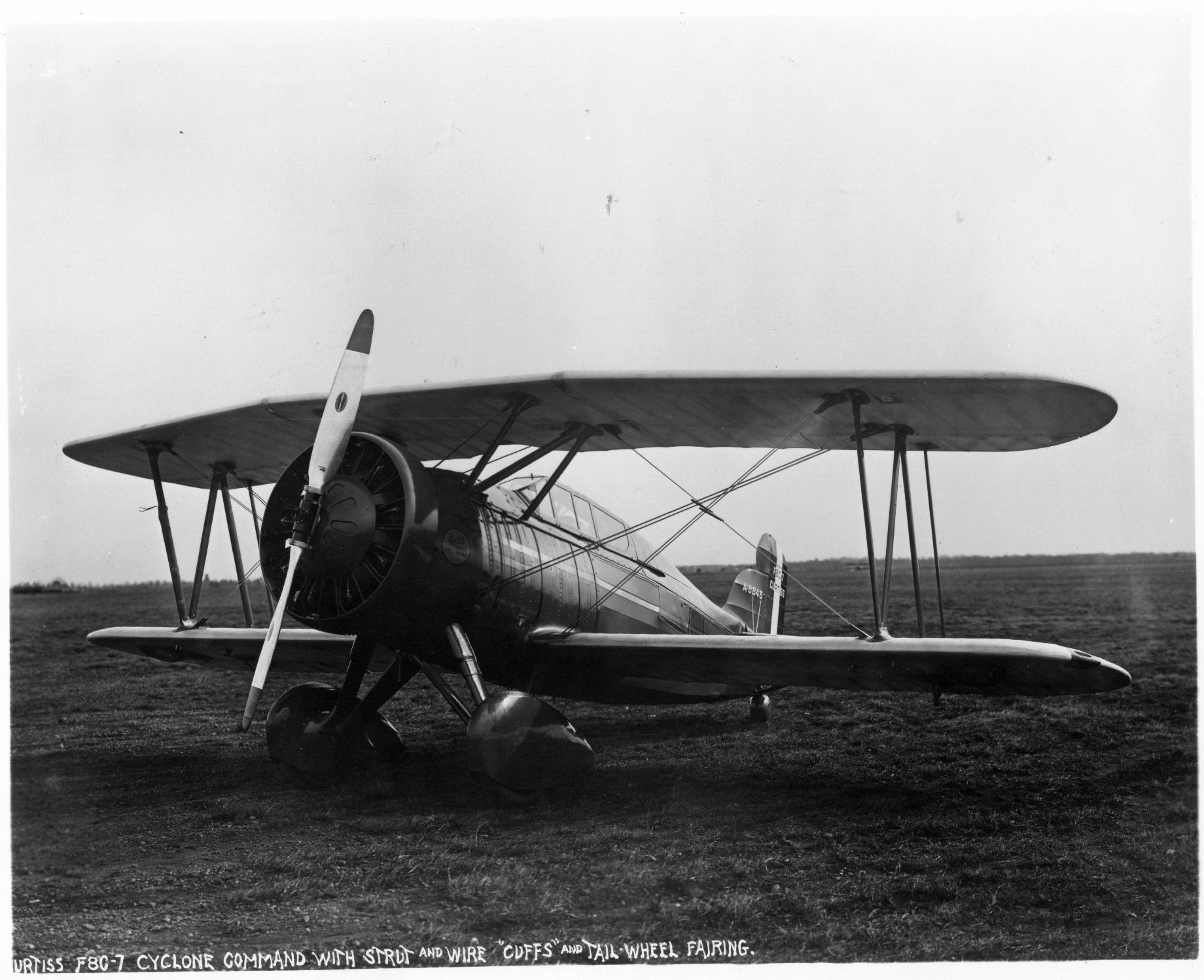
El XF8C-7.

A-3 Helldiver
Nombre registrado del XF8C-8, no adoptado por la Armada estadounidense.
A-4 Helldiver
Versión civil del XF8C-8 para ser usado por el Subsecretario de Marina David Ingalls. Más tarde redesignado XF8C-7.
XF8C-1 (Model 37C)
Variante desarrollada del XO-12, dos construidos para la Armada estadounidense.
F8C-1 Falcon (Model 37C)
Desarrollo del biplano experimental XO-12 del Ejército estadounidense; dos aviones XF8C-1 (Model 37D) para la Armada estadounidense, a los que en enero de 1928 siguieron cuatro F8C-1 para el Cuerpo de Marines estadounidense; proyectados como cazas o bombarderos ligeros, los F8C-1 fueron redesignados OC-1 en 1928, lo que indicaba su relegamiento a misiones de observación.
XF8C-2 (Model 49)
Un prototipo para el F8C Helldiver. El original se estrelló en el primer vuelo de fábrica y fue reemplazado por Curtiss por un segundo ejemplar que llevaba el mismo número de serie.
F8C-3 Falcon
En 1928, la Armada estadounidense hizo un encargo de 21 aviones F8C-3 (más tarde rebautizados OC-2); al igual que los F8C-1, estaban equipados con motores radiales Pratt & Whitney R-1340 de 420 hp; el modelo equipó los VO-8M y VO-10M Squadrons del USMC.
XF8C-4
Segundo prototipo del Helldiver, sistema de patín de cola modificado.
F8C-4 Helldiver (Model 49B)
Variante de bombardero en picado de producción para la USN/USMC; 25 construidos, más tarde redesignados O2C.
F8C-5 Helldiver (Model 49B)
F8C-4 con capota anular; 63 construidos en 1930/31, más tarde designados O2C-1.
XF8C-6
Dos F8C-5 modificados con sobrealimentadores, slats y flaps alares; uno más tarde modificado como O2C-2.
XF8C-7
Redesignación del A-4 Helldiver, más tarde redesignado como XO2C-2.
XF8C-8
Dos prototipos construidos con cabina delantera de cubierta cerrada, más tarde redesignados O2C-2.
XF10C-1
O2C-2 remotorizado con motor R-1510, también designado temporalmente como XS3C-1.
XOC-3
Un prototipo de XF8C-1 equipado con motor Chieftain.
O2C-1 Helldiver
Redesignación de 63 F8C-5; más 30 O2C-1 de producción en 1931.
O2C-2 Helldiver
Redesignación de los XF8C-8 y un XF8C-6.

### Falcon civiles y de exportación
Civil Falcon
Se construyeron 20 aviones civiles, que comprendían el Conqueror Mailplane y el D-12 Mailplane, un avión Lindbergh Special que fue vendido al coronel Charles Lindbergh, y 14 ejemplares del monoplaza Liberty Mailplane con motores Liberty, que se usaron para los vuelos nocturnos de correo del National Air Transport; al menos dos de los aviones vendidos en fecha posterior se utilizaron para el contrabando de licores durante la época de la ley seca .

#### En Sudamérica
Los siguientes fueron los nombres comerciales con los que fueron vendidos los aviones de versiones anteriores a países sudamericanos:
- Bolivia: 9 unidades O-1 y A-3, sirvieron en Bolivia, durante la guerra del Chaco, continuando en servicio hasta 1951.
- Brasil: 9 de los Falcon chilenos fueron comprados por las tropas paulistas. Después de combatir en la Revolución Paulista de 1932, seis ejemplares pasaron a manos de la aviación federal de Brasil (FAB), pues uno fue derribado por la artillería antiaérea de las tropas de Getúlio Vargas.
- Chile: Chilean Falcon, O-1E construidos bajo licencia en Chile (20 unidades según contrato), más 10 unidades fabricadas en Estados Unidos. Uno de estos Falcon fue derribado durante el Combate Aeronaval de Coquimbo, en un ataque contra la escuadra chilena sublevada por la marinería.
- Colombia: Un O-1 equipado con un flotador central y dos marginales comprado en 1928 con dinero privado, se pintó con las insignias de la Aviación Militar colombiana y se llevó en vuelo desde Nueva York a Bogotá por el Teniente Benjamín Méndez Rey. Este avión se bautizó como Ricaurte, y se perdió en 1933 durante la Guerra colombo-peruana por fallos mecánicos durante un vuelo de traslado.
- Colombia: Model 37F con la denominación Export Falcon, se vendieron a Colombia 16 ejemplares de una versión con dos flotadores del O-1B, equipado con motor D-12 y soportes para bombas.
- Colombia:  F-8/Colombia Cyclone Falcon, Colombia compró 100 ejemplares equipados con motores radiales Wright Cyclone de 712 hp y equipados con soportes para bombas bajo las alas; algunos fueron empleados como aviones terrestres, pero en su mayoría fueron utilizados como hidroaviones, provistos de dos flotadores. Junto con los O-1B, fueron utilizados en la Guerra colombo-peruana de 1932/33 como aviones de observación y ataque.
- Perú: South American Falcon, diez aviones similares al modelo colombiano.
- Uruguay: 8 unidades usadas como entrenador básico.

## Operadores

### Militares
Bolivia
- Fuerza Aérea Boliviana

 Brasil
- Policía Militar del Estado de São Paulo
- Fuerza Aérea Brasileña

 Chile
- Fuerza Aérea de Chile

 Colombia
- Fuerza Aérea Colombiana

 Estados Unidos
- Cuerpo Aéreo del Ejército de los Estados Unidos
- Cuerpo de Marines de los Estados Unidos
- Armada de los Estados Unidos

 Filipinas
- Cuerpo Aéreo del Ejército Filipino

 Finlandia
- Fuerza Aérea Finlandesa

 Paraguay
- Fuerzas Armadas de Paraguay

 Perú
- Fuerza Aérea del Perú

### Civiles
Estados Unidos
- National Air Transport: operó 14 aviones.

## Especificaciones (Curtiss O-1E)

### Características generales
- Tripulación: 2 (piloto y observador/artillero)
- Longitud: 8,3 m (27,2 ft)
- Envergadura: 11,6 m (38 ft)
- Altura: 3,2 m (10,5 ft)
- Superficie alar: 32,8 m² (353 ft²)
- Peso vacío: 1325 kg (2920,3 lb)
- Peso máximo al despegue: 1972 kg (4346,3 lb)
- Planta motriz: 1× motor lineal V-12 refrigerado por líquido Curtiss V-1150E.
  - Potencia: 324 kW (447 HP; 441 CV)

### Rendimiento
- Velocidad máxima operativa (Vno): 227 km/h (141 MPH; 123 kt)
- Alcance: 1014 km (548 nmi; 630 mi)
- Techo de vuelo: 4665 m (15 305 ft)

### Armamento
- Armas de proyectiles: 

  - 1x M1919 de 7,62 mm de tiro frontal
  - 2x Lewis de 7,7 mm sobre afuste Scarff

## Aeronaves relacionadas

### Secuencias de designación
- Secuencia Numérica (interna de Curtiss): ← 34A/G/I/O/C/D/E/H/K/P - 35 - 36 - 37 - 38 - 39 - 40 - 41 - 42 - 43 - 44 - 46 - 47 - 48 - 49 - 50 - 51 - 52 -- 58 - 59A/59B - 60 - 61 - 62 - 63 - 64 -- 69 - 70 - 71 - 72 - 73 - 75 (I, P, S) - 76/76A →
- Secuencia L-_ (interna de Curtiss): ← L-79 - L-85 - L-115 - L-117 - L-710
- Secuencia A-_ (Aviones de Ataque del USAAS/USAAC/USAAF, 1924-1948): A-2 - A-3 - A-4 - A-5 - A-6 - A-7 - A-8 - A-9 →
- Secuencia F_C (Cazas de la Armada estadounidense, 1922-1962 (Curtiss, 1922-1962)): ← F4C - F6C - F7C - F8C - F9C - F10C - F11C - F12C - F13C →
- Secuencia O-_ (Aviones de Observación del USAAC/USAAF, 1924-1942): O-1 - O-2 - O-3 - O-4 -- O-8 - O-9 - O-10 - O-11 - O-12 - O-13 - O-14 - O-15 - O-16 - O-17 - O-18 - O-19 - O-20 - O-21 -- O-23 - O-24 - O-25 - O-26 - O-27 - O-28 - O-29 -- O-36 - O-37 - O-38 - O-39 - O-40 - O-41 - O-42 →
- Secuencia O_C (Aviones de Observación de la Armada estadounidense, 1922-1962 (Curtiss, 1922-1962)): OC - O2C - O3C
- Secuencia S_C (Aviones de exploración (Scout) de la Armada estadounidense, 1922-1946 (Curtiss, 1922-1962)): CS - S2C - S3C - S4C - SC
- Secuencia BT-_ (Entrenadores Básicos del USAAC/USAAF, 1930-1948): BT-1 - BT-2 - BT-3 - BT-4 - BT-5 - BT-6 - BT-7 →